# 도디 굿맨

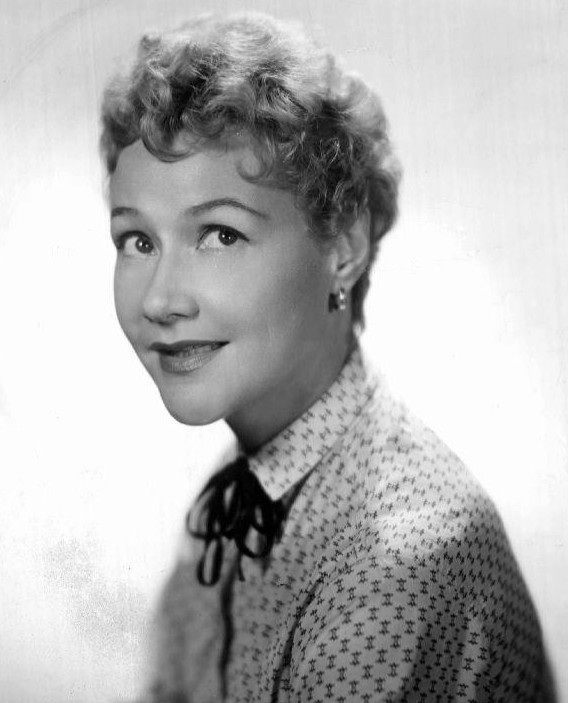

도디 굿맨(Dody Goodman, 1914년 10월 28일 ~ 2008년 6월 22일)은 미국의 배우, 성우이다.
콜럼버스에서 태어났다.

## 출연 작품
- 앨빈과 늑대인간 (2000년)
- 앨빈과 프랑켄슈타인 (1999년)
- 가족 모임 (1995년)
- 스펌 뱅크 (1992년)
- 사랑과 음악 (1991년)
- 실수로 태어난 여자 (1991년)
- 스플래쉬 2 (1988년)
- 앨빈의 모험 (1987년)
- 해변의 사생활 (1985년)
- 내 사랑 지니 (1985년)
- 스플래쉬 (1984년) - 스팀러 부인 역
- 앨빈과 친구들 (1983년)
- 돌아온 맥스 듀간 (1983년)
- 그리스 2 (1982년)
- 그리스 (1978년) - 블랜체 역
- 무성 영화 (1976년)
- 베드타임 스토리 (1964년)

### 텔레비전
- 내 이름은 펑키 (1984년)
- 사랑의 유람선 (1977년)
- 원 라이프 투 리브 (1968년)
- 신나는 개구쟁이 (1978년)